# Cataratas Fukuroda
La cataratas Fukuroda (en japonés, 袋田の滝, Fukuroda no Taki) es una gran caída de agua permanente de Japón que se encuentra en la prefectura de Ibaraki, en la población de Daigo del distrito de Kuji. 

## Detalles
El río Taki tiene su fuente justo por encima de las cataratas. El río fluye a través de las cataratas y, finalmente, se une al gran río Kuji que tiene un recorrido  total de 119,6 km desembocando en el océano Pacífico.
El ancho de las cataratas es de 73 m, mientras que la altura alcanza los 120 m. 
Los lugareños afirman que debe verse en las cuatro estaciones para realmente captar su belleza. Durante la primavera trae flores nuevas y un mayor volumen de las lluvias; el verano está enmarcado con un follaje espeso y verde;  pero el contraste adicional de las hojas rojas en otoño contra el agua en curso definitivamente aumenta su popularidad por un amplio margen, y en el invierno se congela parcialmente como una delicada escultura de vidrio.
Está considerada una de las tres cataratas más bonitas del Japón (las otras dos son las cascada Nachi y la cascada Kegon).

## Galería de imágenes

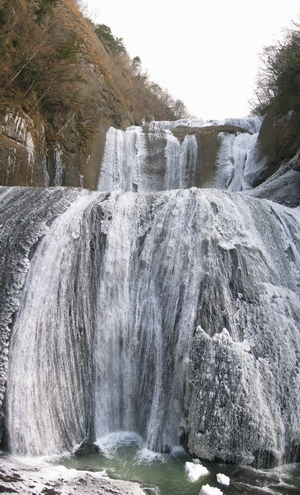
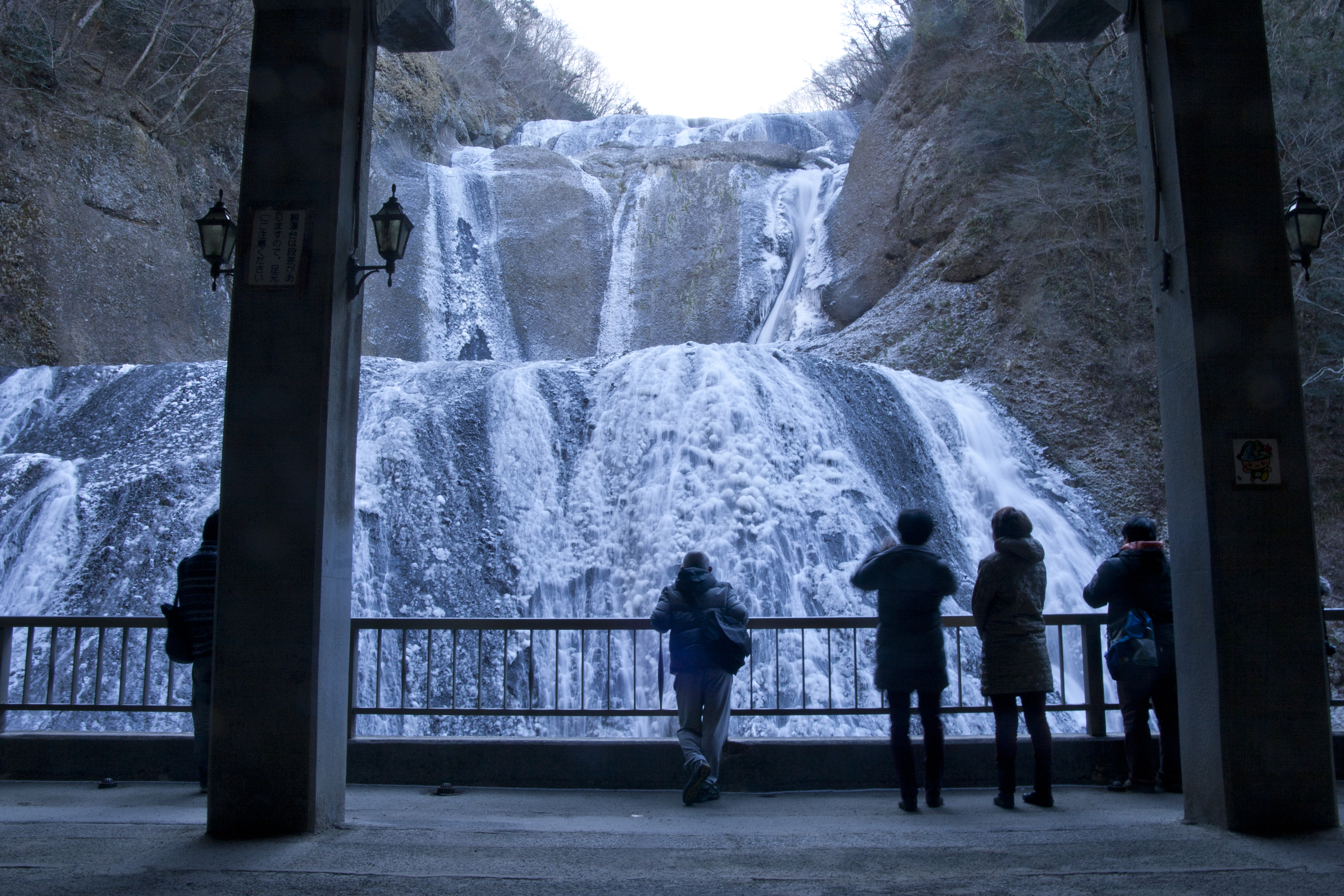
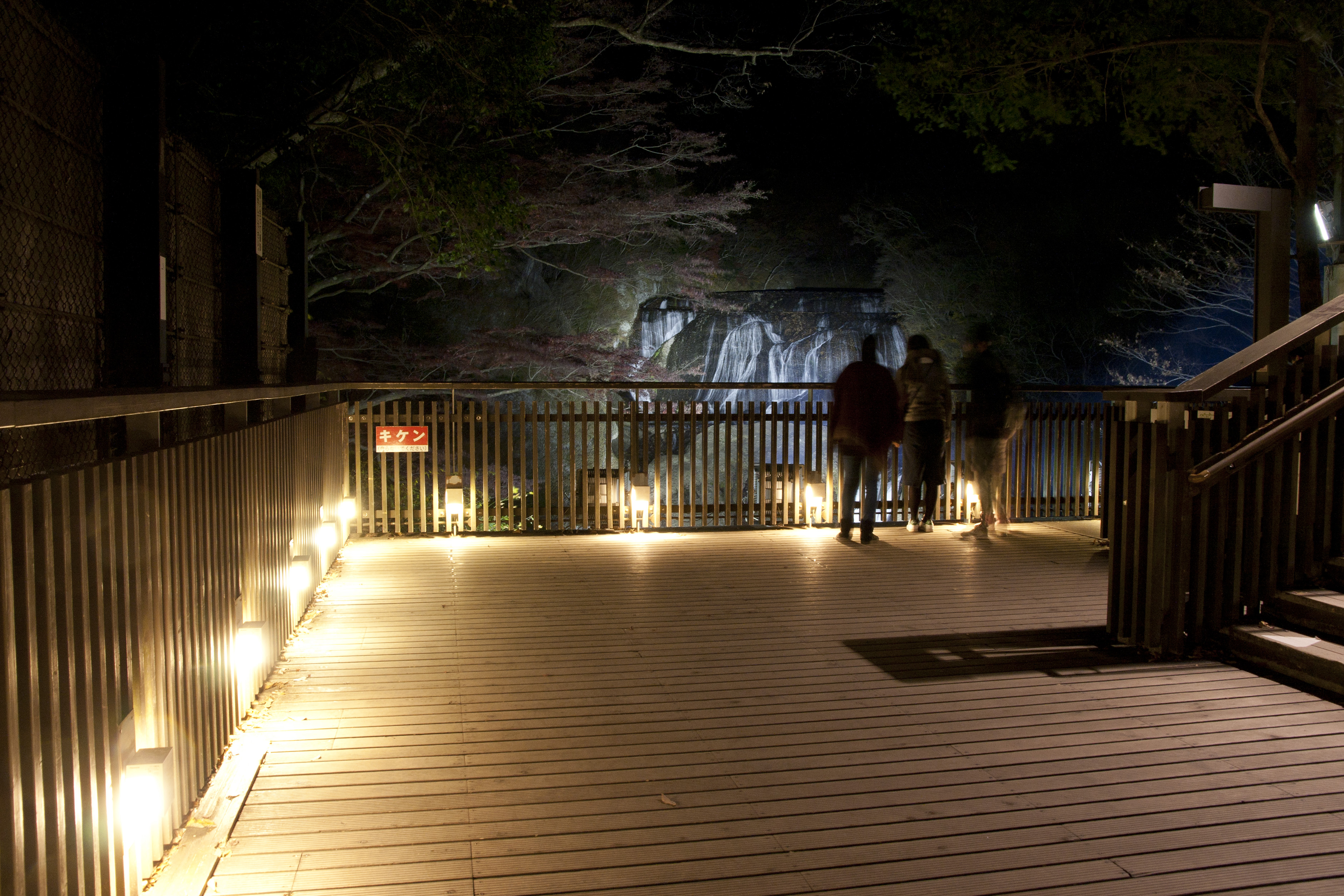
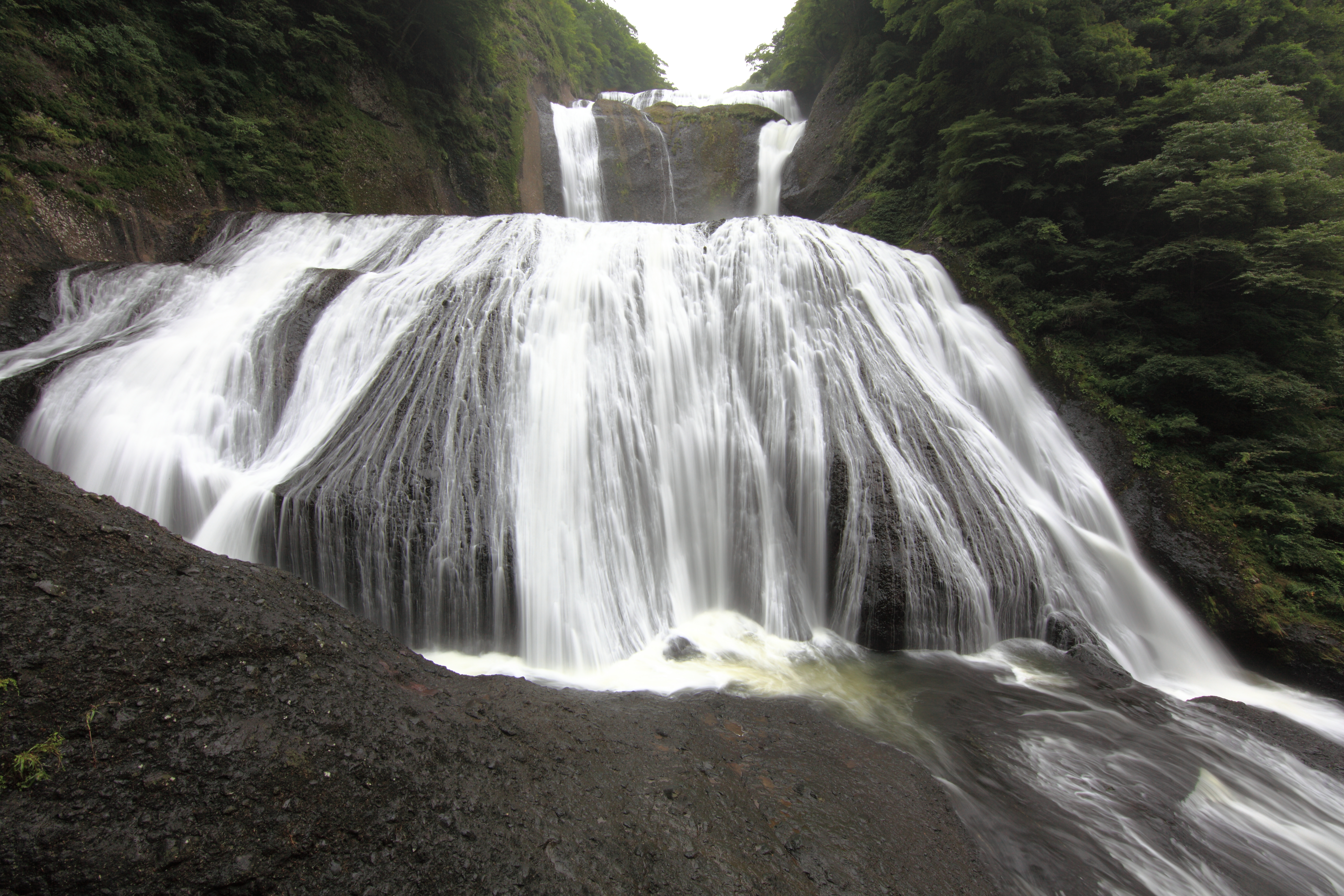
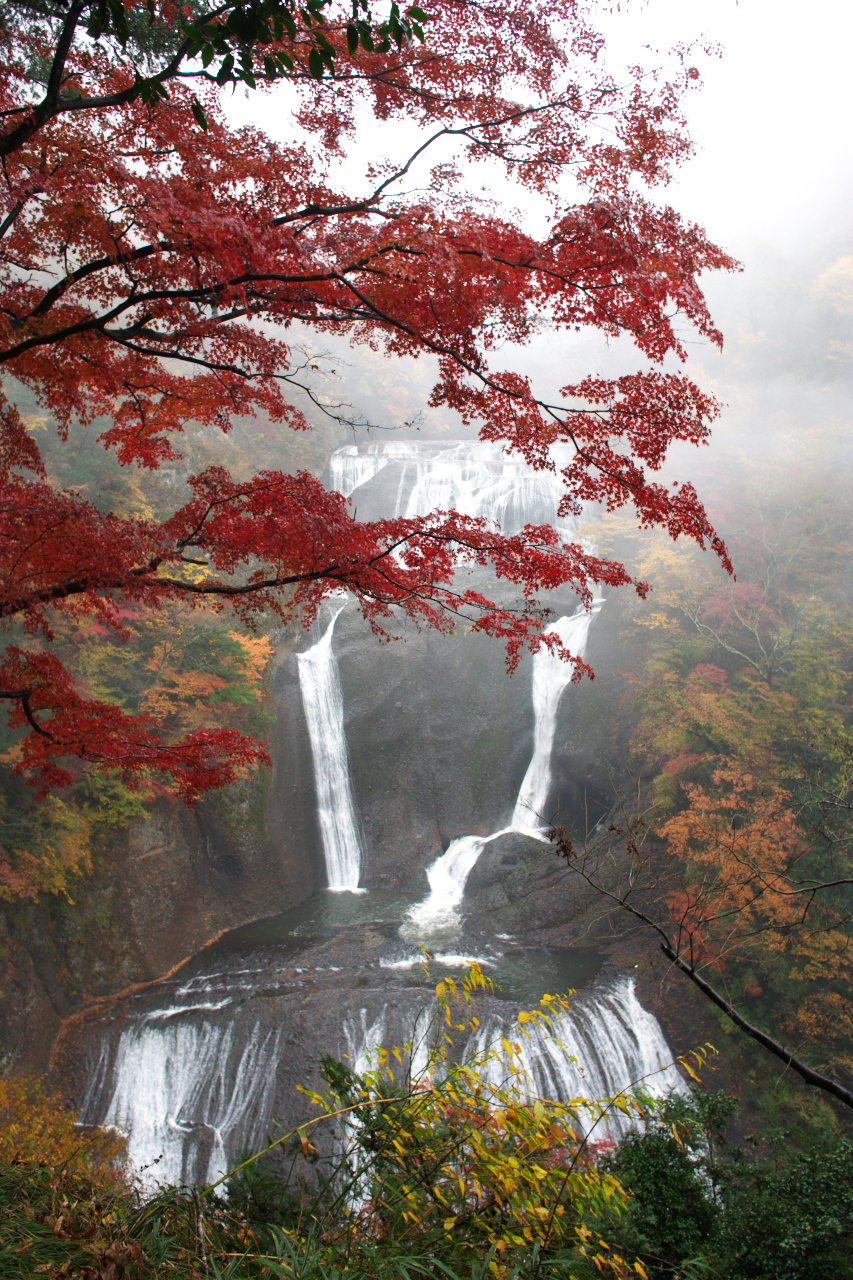
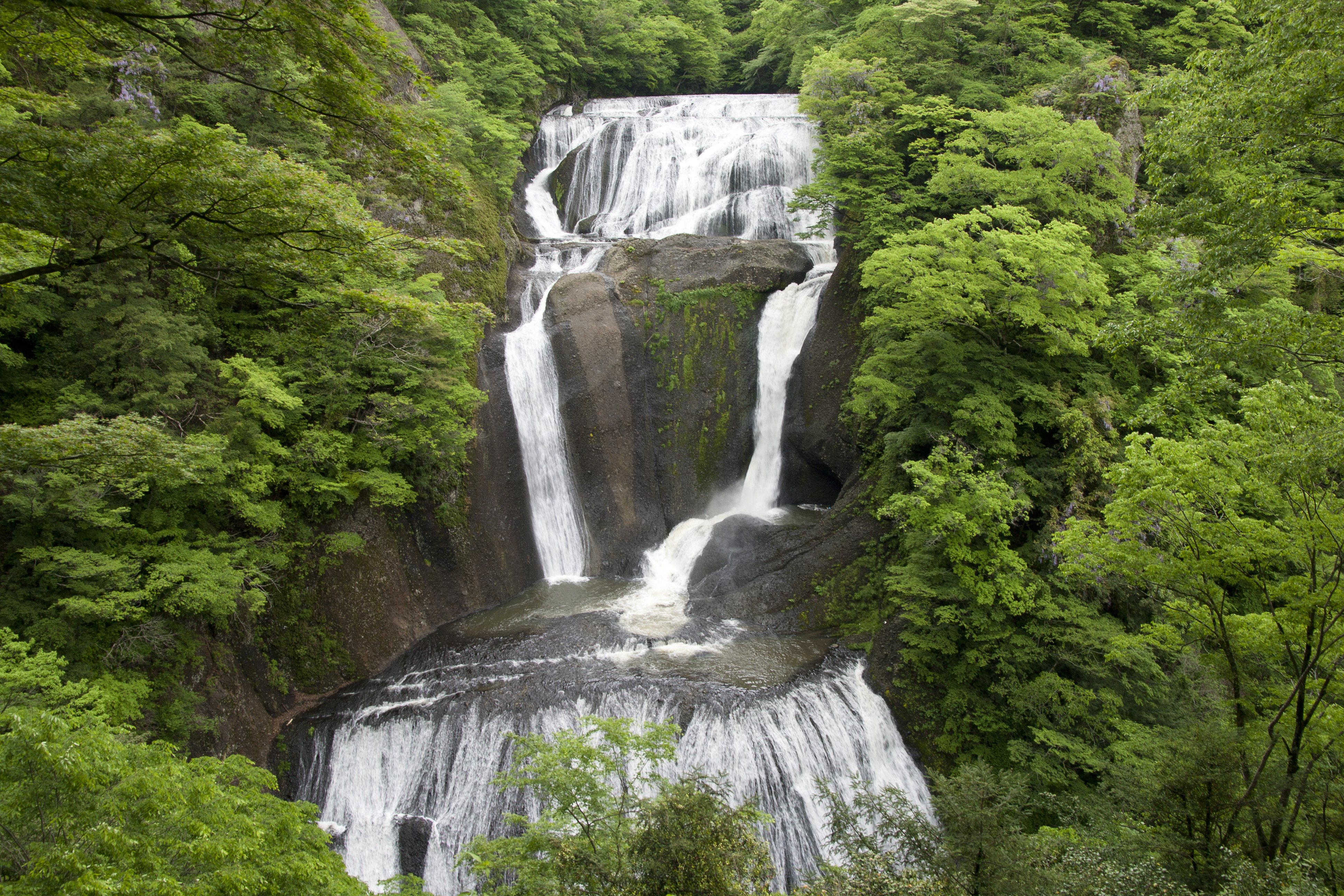
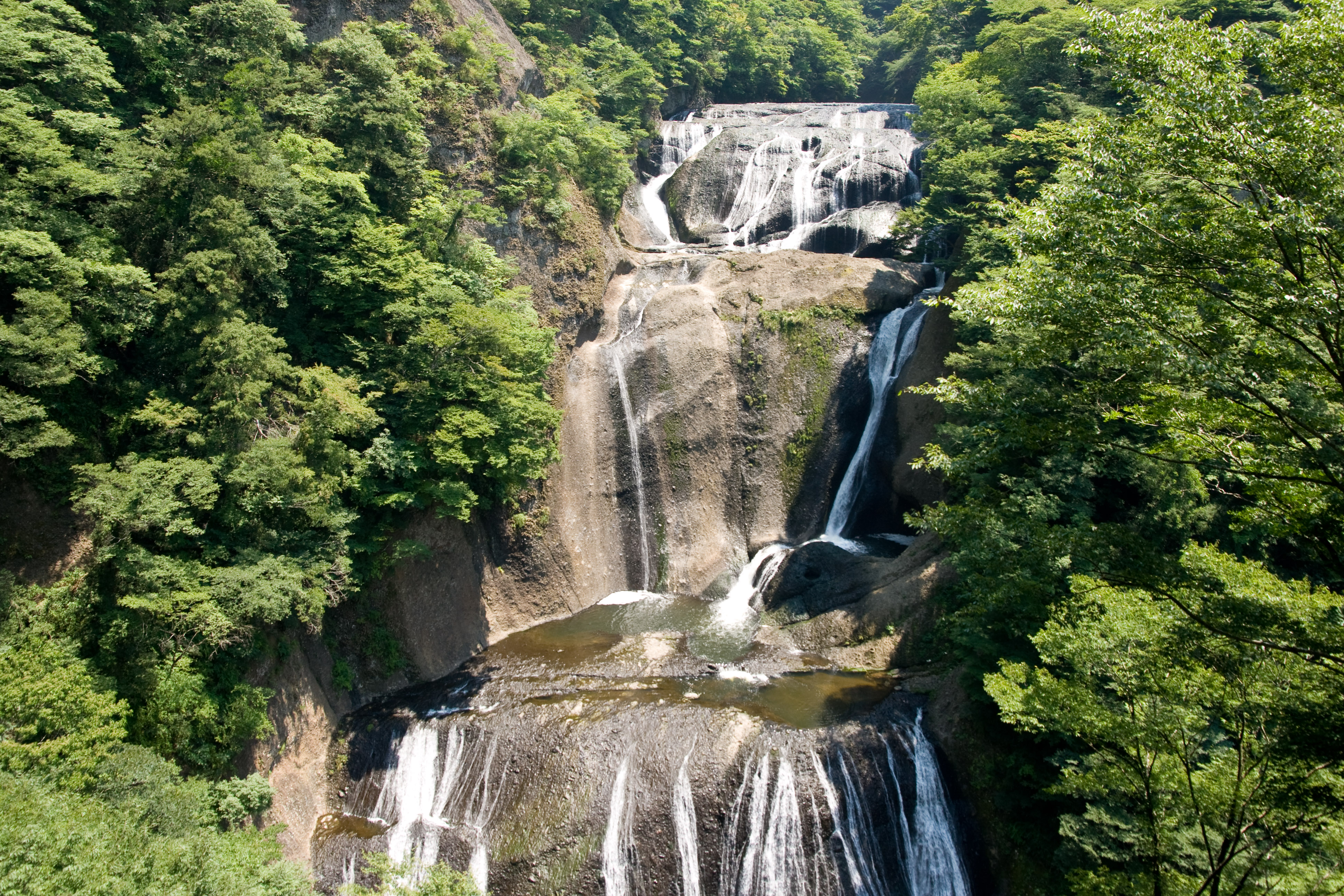
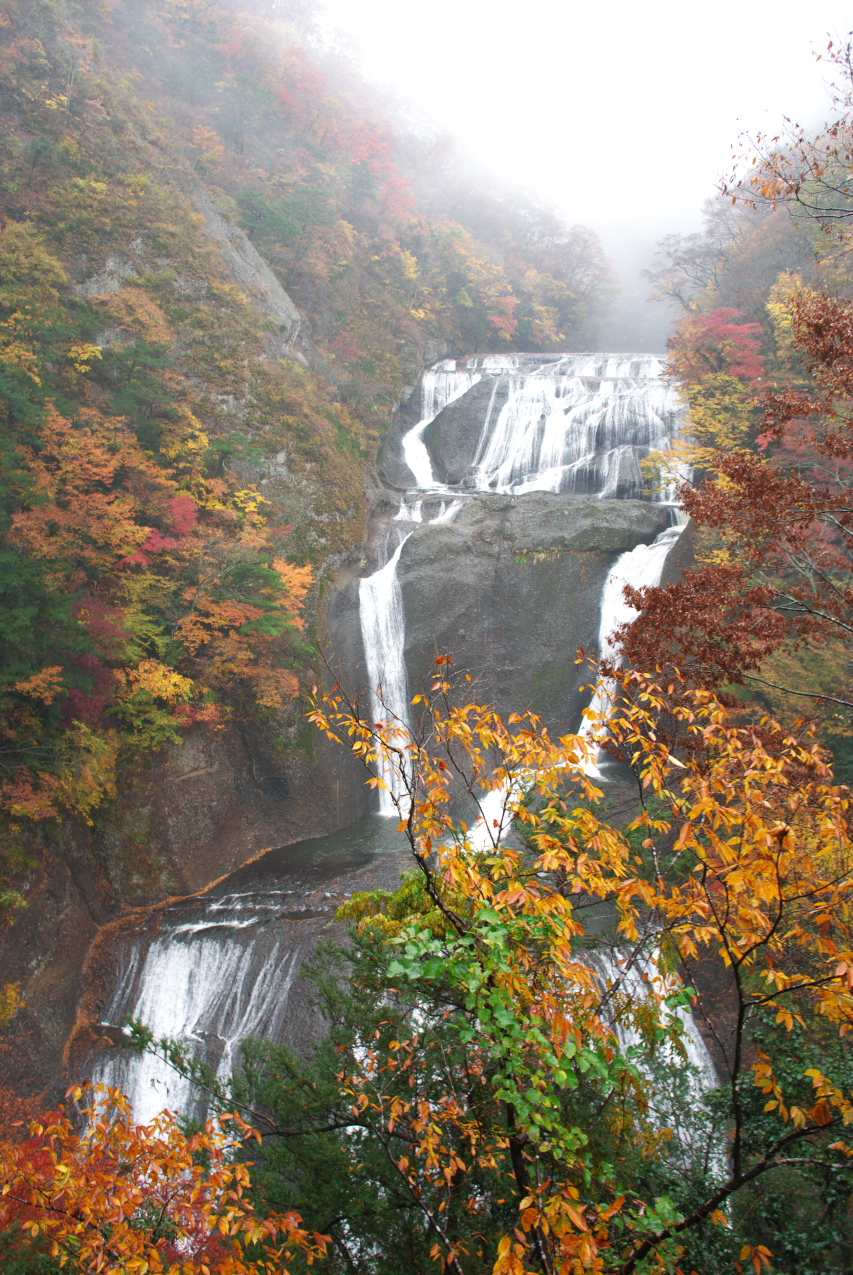
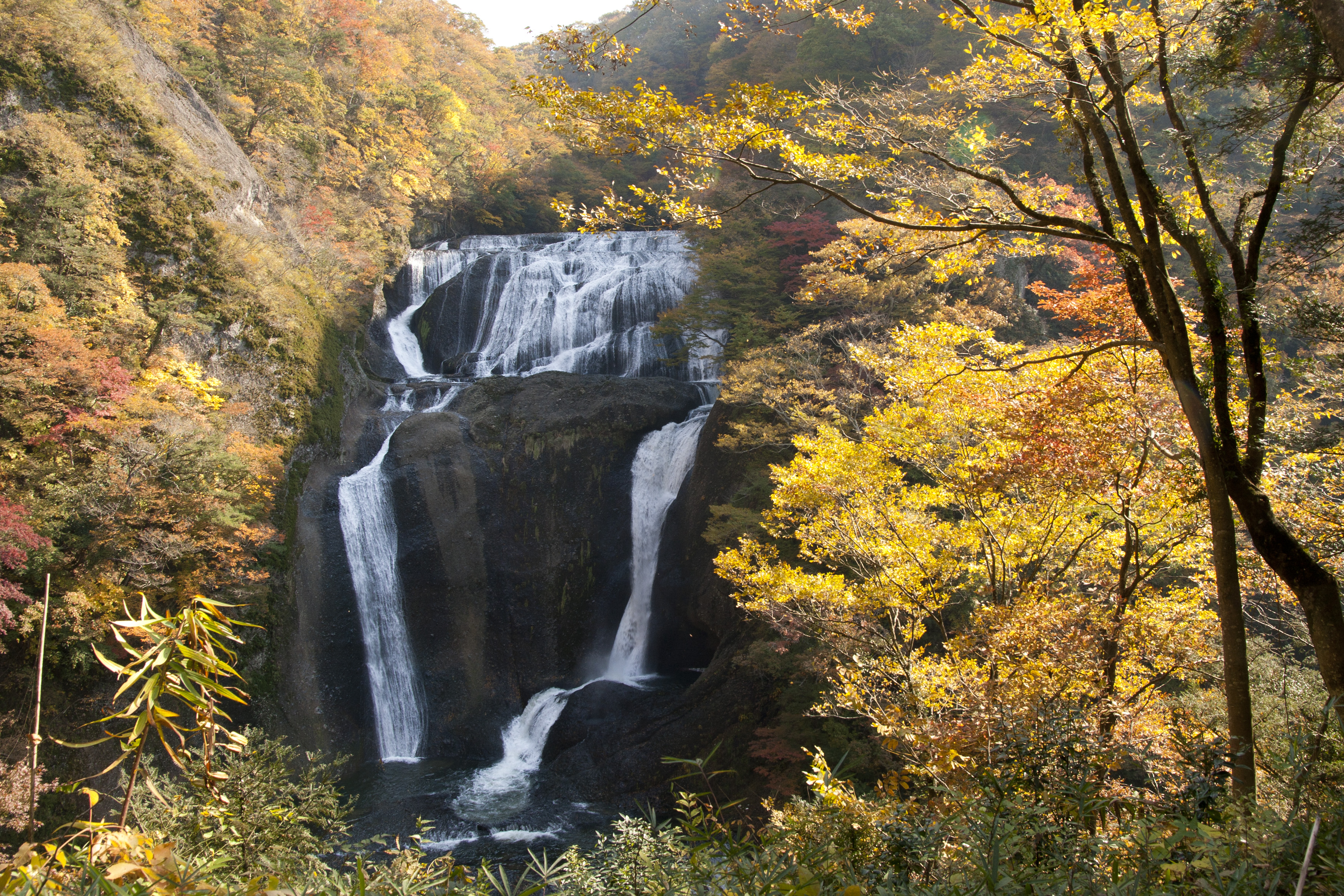
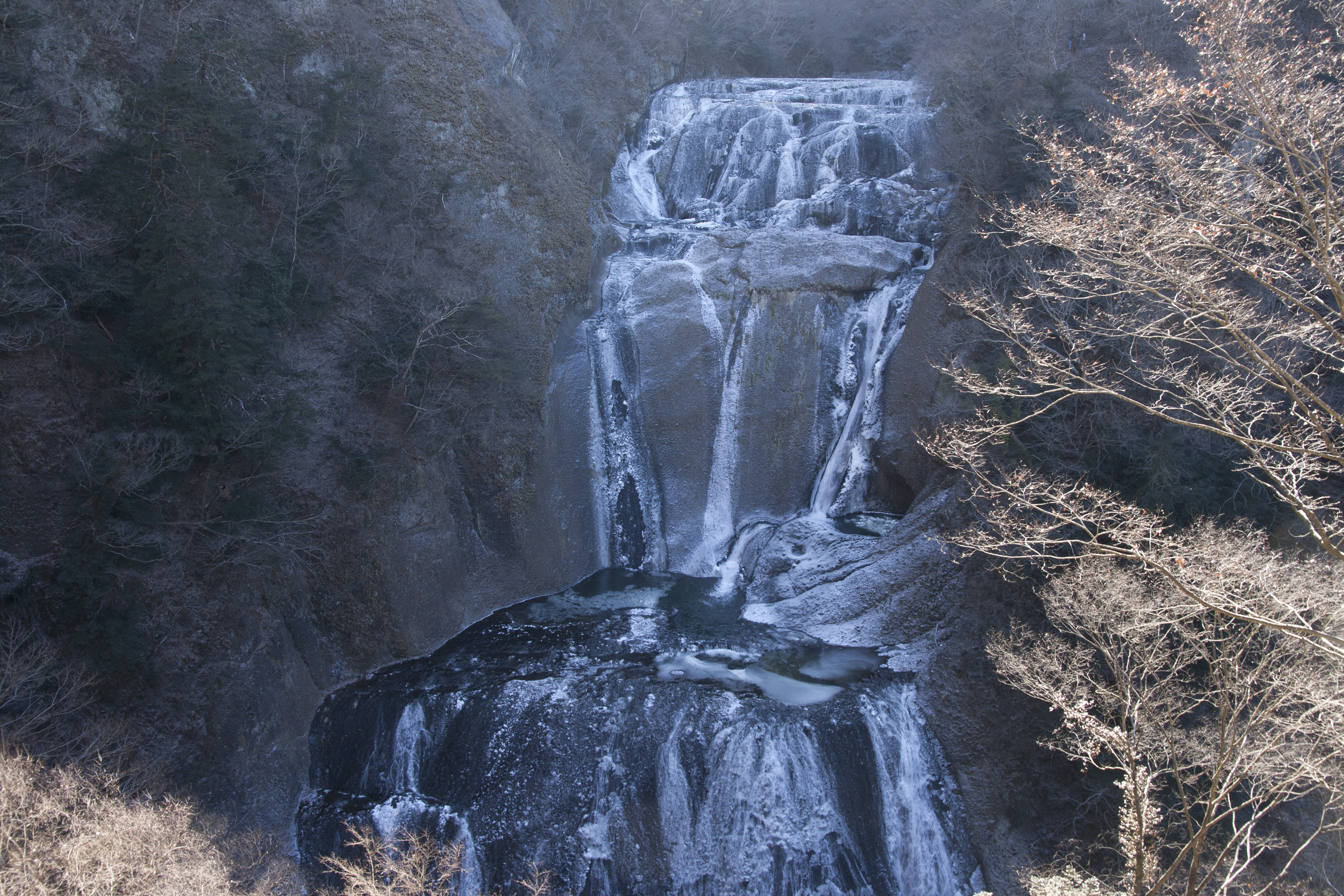